# Sogni tra i capelli
Sogni tra i capelli è un singolo di Malika Ayane, secondo estratto dal quinto album in studio della cantautrice Domino, pubblicato il 7 settembre 2018 per l'etichetta Sugar Music.

## Il brano
Il brano, scritto da Malika Ayane, Helen Boulding & Nikolaj Bloch, con la produzione di Axel Reinemer & Stefan Leisering, è stato raccontato dalla cantante:

## Video musicale
Il videoclip è stato diretto da Sam Kristofski ed è stato pubblicato sul canale VEVO della cantante in data 7 settembre 2018.

## Tracce
Testi di Malika Ayane, Helen Boulding e Nikolaj Bloch, musiche di Axel Reinemer & Stefan Leisering.
1. Sogni tra i capelli – 4:11

## Classifiche
| Classifica (2018)         | Posizione massima |
| ------------------------- | ----------------- |
| Italia (airplay italiana) | 18                |